# Prinsessan Michael av Kent
Prinsessan Michael av Kent, född 15 januari 1945 i Karlsbad (nuvarande Karlovy Vary i Tjeckien) som baronessa Marie Christine von Reibnitz, är en österrikisk-ungerskfödd medlem av den brittiska kungafamiljen. Hon är sedan 1978 gift med prins Michael av Kent, som är barnbarn till kung Georg V av Storbritannien och drottning Mary av Teck. Prinsessan och hennes man får inte apanage, som många andra kungligheter, av det brittiska parlamentet.

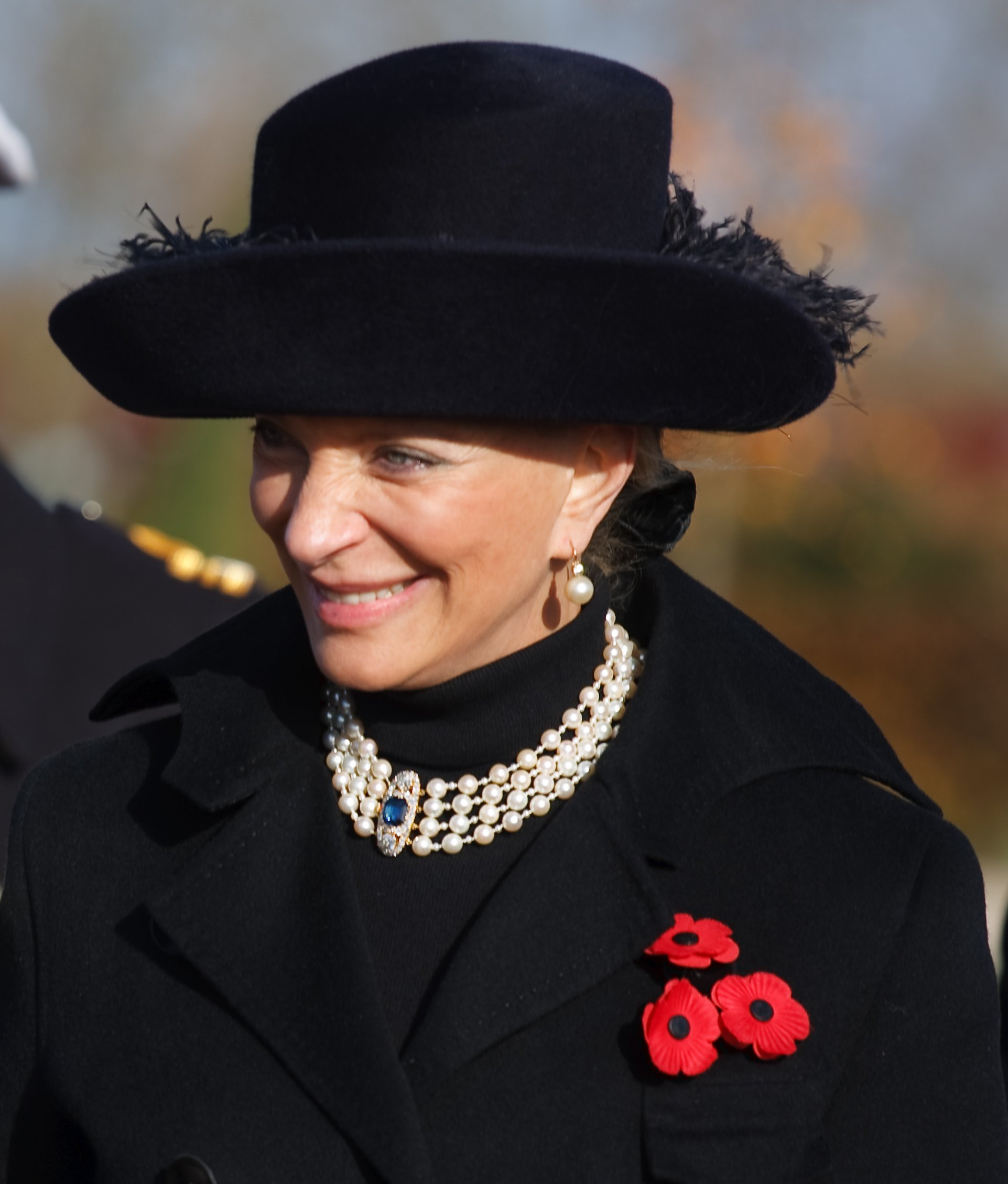
Prinsessan Michael av Kent i november 2008.

## Biografi
Prinsessan Michael av Kent föddes i dåvarande Karlsbad, nu Karlovy Vary i Tjeckien, under slutskedet av andra världskriget. Hon föddes på en herrgård som ägdes av hennes österrikiska mormor, prinsessan Hedwig Windisch-Graetz. Efter att Tyskland förlorade kriget blev prinsessan och hennes familj, som alla tyskar i staden, tvungna att lämna landet. Hon är delvis uppvuxen i Australien.

## Författarskap
Prinsessan Michael av Kent har författat tre böcker, Crowned in a Far Country: Portraits of eight royal brides (1986), Cupid and the King (1991) och The Serpent and The Moon: two rivals for the love of a Renaissance king (2004).